# ランベルト・ヤコブスゾーン
ランベルト・ヤコブスゾーン（Lambert Jacobsz. 、1598年 - 1636年6月23日）は、17世紀オランダの画家である。ライデンで活躍した画家のアブラハム・ファン・デン・テンペル（c.1622-1672）の父親である。

## 略歴
アムステルダムで生まれた。アムステルダムの商業地域のニーウェンデイク(Nieuwendijk)の布地商人、ヤコブ・テュニスゾーン（Jacob Theunisz.）の息子に生まれた。その生涯について詳しく知られていない。美術収集家のヘラルト・フート2世(Gerard Hoet II:1698-1760)の1752年の収集品カタログではピーテル・パウル・ルーベンス（1577-1640）の弟子であったとしているが、時期や場所など不明な点が多い。
1820年にアムステルダムで結婚し、その時、詩人のヨースト・ファン・デン・フォンデル（1587-1679）が結婚を祝う詩を献じている。1821年にオランダ北部のレーワルデンに移っている。画家になった息子のアブラハム・ファン・デン・テンペルはレーワルデンで生まれた。オランダ美術史研究所によれば、ヤコブスゾーンの弟子にはヤーコプ・アドリアンスゾーン・バッケル（1608-1651）やホーファールト・フリンク（1615-1660）がいる 。
1836年にレーワルデンで疫病の流行のために38歳ほどの年齢で亡くなったとされる。